# Ministerio de Comercio Internacional e Industria de Japón
El Ministerio de Comercio Internacional e Industria (通商産業省  Tsūshō-sangyō-shō?,  MITI) fue un ministerio del Gobierno de Japón de 1949 a 2001. El MITI era una de las agencias gubernamentales más poderosas de Japón y, en el apogeo de su influencia, efectivamente dirigía gran parte de la política industrial japonesa, financiando la investigación y dirigiendo la inversión.  Empero, la planificación estatal de la economía era contraproducente, y en 2000 el Ministerio de Finanzas determinó que el "modelo japonés" del MITI «no era la fuente de la competitividad japonesa sino la causa de nuestra decadencia».  En 2001, el MITI se fusionó con otros organismos durante la Reforma del Gobierno Central para formar el recién creado Ministerio de Economía, Comercio e Industria (METI).  Al nuevo METI se le impuso como objetivo, entre otros, "dejar de promover ciertas industrias y de redistribuir ingresos entre industrias, o reducir dichas prácticas y cambiar a políticas que respeten los principios del mercado."

## Historia
El MITI se creó con la escisión del Ministerio de Comercio e Industria en mayo de 1949 y se le entregó la misión de coordinar la política comercial internacional con otros grupos, como el Banco de Japón, la Agencia Planificación económica, y los diversos ministerios relacionados con el comercio cabinet.  En el momento en que se creó, Japón todavía se estaba recuperando del desastre económico de Segunda Guerra Mundial.  Con la inflación aumentando y la productividad sin mantenerse al día, el gobierno buscó un mejor mecanismo para reactivar la economía japonesa.
El MITI ha sido responsable no sólo en las esferas de las exportaciones e importaciones, sino también de todas las industrias y empresas nacionales no cubiertas específicamente por otros ministerios en las esferas de la inversión en instalaciones y equipo, control de la contaminación, energía, algunos aspectos de la asistencia económica extranjera y las reclamaciones de los consumidores.  Este lapso ha permitido al MITI integrar políticas contradictorias, como las relativas al control de la contaminación y la competitividad de las exportaciones, para reducir al mínimo los daños a las industrias exportadoras.
MITI ha servido como arquitecto de la política industrial, árbitro sobre problemas y disputas industriales, y regulador.  Uno de los principales objetivos del ministerio ha sido fortalecer la base industrial del país.  No ha gestionado el comercio y la industria japoneses en la línea de una economía planificada, pero ha proporcionado a las industrias orientación administrativa y de otra índole, tanto formal como informal, sobre modernización, tecnología, inversiones en nuevas plantas y equipo y competencia nacional y extranjera.
La estrecha relación entre el MITI y la industria japonesa ha dado lugar a una política de comercio exterior que a menudo complementa los esfuerzos del Ministerio por fortalecer los intereses manufactureros nacionales.  El MITI facilitó el desarrollo temprano de casi todas las industrias importantes al proporcionar protección contra la competencia de las importaciones, inteligencia tecnológica, ayuda para la concesión de licencias de tecnología extranjera, acceso a divisas y asistencia en fusiones.
Estas políticas para promover la industria nacional y protegerla de la competencia internacional fueron más fuertes en los decenios de 1950 y 1960.  A medida que la industria se fortaleció y el MITI perdió algunas de sus herramientas de política, como el control sobre la asignación de divisas, las políticas del MITI también cambiaron. El éxito de las exportaciones japonesas y la tensión que ha causado en otros países llevaron al MITI a proporcionar orientación sobre la limitación de las exportaciones de determinados productos a diversos países.  A partir de 1981, el MITI presidió el establecimiento de restricciones voluntarias a las exportaciones de automóviles a los Estados Unidos para disipar las críticas de los fabricantes estadounidenses y sus sindicatos.
Del mismo modo, el MITI se vio obligado a liberalizar las políticas de importación, a pesar de su enfoque proteccionista tradicional. Durante el período de 1980, el Ministerio ayudó a elaborar una serie de medidas de apertura de mercados y promoción de las importaciones, incluida la creación de una oficina de promoción de las importaciones dentro del Ministerio. La estrecha relación entre el MITI y la industria permitió al Ministerio desempeñar ese papel en el fomento de mercados más abiertos, pero seguía existiendo un conflicto entre la necesidad de abrir los mercados y el deseo de seguir promoviendo industrias nacionales nuevas y en crecimiento.
Ya en la década de 1980, se esperaba que el primer ministro sirviera un mandato como ministro del MITI antes de asumir el gobierno.  Miti trabajó en estrecha colaboración con los intereses comerciales japoneses, y fue en gran parte responsable de mantener el mercado nacional cerrado a la mayoría de las empresas extranjeras.
El MITI perdió cierta influencia cuando se cambió a un tipo de cambio flotante entre el dólar de los Estados Unidos y el yen en 1971.  Antes de ese momento, el MITI había podido mantener el tipo de cambio artificialmente bajo, lo que beneficiaba a los exportadores japoneses.  Más tarde, el intenso cabildeo de otros países, particularmente de Estados Unidos, empujó a Japón a introducir leyes comerciales más liberales que disminuyeron aún más el control del MITI sobre la economía japonesa.  A mediados de la década de 1980, el ministerio estaba ayudando a las corporaciones extranjeras a establecer operaciones en Japón.
El declive de MITI fue descrito por Johnstone:

... a principios de la década de 1980, cuando los analistas occidentales se dieron cuenta por primera vez del MITI, los días de gloria del ministerio ya no estaban. En 1979 miti perdió su principal instrumento de control sobre las empresas japonesas – asignación de moneda extranjera. El poder, es decir, decidir quién podría – y quién no – importar tecnologías. [Por ejemplo] ... Los burócratas de MITI intentaron negar a la incipiente Sony los 25.000 dólares que la compañía necesitaba para licenciar la tecnología de transistores de Western Electric.

Sin embargo, MITI todavía continuó beneficiando a la industria, especialmente en semiconductores, donde, para superar la resistencia a una nueva tecnología, obligó a cada compañía electrónica a tener al menos uno  CMOS proyecto en marcha.  La influencia del MITI se redujo en la década de 1990 debido a la desregulación y el colapso de la burbuja japonesa de precios de los activos, y la creación de la Organización Mundial del Comercio hizo más difícil para los gobiernos proteger a las empresas locales de la competencia extranjera.
La importancia decreciente de MITI para las empresas japonesas lo convirtió en una agencia menos poderosa dentro de la burocracia, y a finales del siglo 20, se dobló en un cuerpo más grande.  En 2001, se reorganizó en el Ministerio de Economía, Comercio e Industria (METI).

## Agencias
Las agencias importantes del MITI incluyen:
- Instituto Nacional de Ciencia y Tecnología Industrial Avanzada (AIST)
- Organización de Comercio Exterior del Japón (JETRO)
- Oficina Japonesa de Patentes (JPO)

## Viceministros administrativos
El Viceministro administrativo (事務次官  Jimu jikan?) es el puesto más alto en un ministerio ocupado por un burócrata de carrera en lugar de un designado político.
| Funcionario        | Desde                   | Hasta                   |
| ------------------ | ----------------------- | ----------------------- |
| Takayuki Yamamoto  | 25 de mayo de 1949      | 31 de marzo de 1952     |
| Keizō Tamaki       | 31 de marzo de 1952     | 17 de noviembre de 1953 |
| Tomisaburō Hirai   | 17 de noviembre de 1953 | 25 de noviembre de 1955 |
| Takeo Ishihara     | 25 de noviembre de 1955 | 15 de junio de 1957     |
| Kōshichi Ueno      | 15 de junio de 1957     | 13 de mayo de 1960      |
| Hisatsugu Tokunaga | 13 de mayo de 1960      | 7 de julio de 1961      |
| Kinzō Matsuo       | 7 de julio de 1961      | 23 de julio de 1963     |
| Zenei Imai         | 23 de julio de 1963     | 23 de octubre de 1964   |
| Shigeru Sahashi    | 23 de octubre de 1964   | 25 de abril de 1966     |
| Shigenobu Yamamoto | 25 de abril de 1966     | 25 de mayo de 1968      |
| Yoshifumi Kumagai  | 25 de mayo de 1968      | 7 de noviembre de 1969  |
| Yoshihisa Ōjimi    | 7 de noviembre de 1969  | 15 de junio de 1971     |
| Yoshihiko Morozumi | 15 de junio de 1971     | 25 de julio de 1973     |
| Eimei Yamashita    | 25 de julio de 1973     | 8 de noviembre de 1974  |
| Yūgorō Komatsu     | 8 de noviembre de 1974  | 27 de julio de 1976     |
| ?                  |                         |                         |
| Naohiro Amaya      | 29 de agosto de 1979    | 26 de junio de 1981     |